# Tour d'Italie 1976
La 59e édition du Tour d'Italie s'est élancée de Catania le 21 mai 1976 et est arrivée à Milan le 12 juin. Long de 4 162 km, ce Giro a été remporté pour la troisième fois de sa carrière par l'Italien Felice Gimondi. C'est aussi le dernier Tour d'Italie d'Eddy Merckx (il termine 8e), lauréat à cinq reprises.

## Équipes participantes
| N.    | Code | Équipe               |
| ----- | ---- | -------------------- |
| 1-10  | JOL  | Jolly Ceramica       |
| 11-20 | BIA  | Bianchi              |
| 21-30 | BRO  | Brooklyn             |
| 31-40 | VIB  | Jurzi Vibor          |
| 41-50 | GBC  | G.B.C.-TV Color-Sony |
| 51-60 | KAS  | KAS                  |

| N.      | Code | Équipe            |
| ------- | ---- | ----------------- |
| 61-70   | MAG  | Magniflex-Torpado |
| 71-80   | MOL  | Molteni           |
| 81-90   | SAN  | Sanson            |
| 91-100  | SCI  | Scic              |
| 101-110 | TEK  | Teka              |
| 111-120 | ZON  | Zonca             |

## Classement général
| Classement général final |                   |
| --- | ----------------- |
| \| 1. Felice Gimondi \| 119 h 58 min 15 s \| \| 2. Johan De Muynck \| à 19 s \| \| 3. Fausto Bertoglio \| à 49 s \| \| 4. Francesco Moser \| à 1 min 07 s \| \| 5. Gianbattista Baronchelli \| à 1 min 35 s \| \| 6. Wladimiro Panizza \| à 2 min 35 s \| \| 7. Alfio Vandi \| à 4 min 07 s \| \| 8. Eddy Merckx \| à 7 min 40 s \| \| 9. Walter Riccomi \| à 8 min 49 s \| \| 10. Juan Pujol \| à 8 min 50 s \| \| 120 partants, 86 classés \| \| |                   |
| 1. Felice Gimondi | 119 h 58 min 15 s |
| 2. Johan De Muynck | à 19 s            |
| 3. Fausto Bertoglio | à 49 s            |
| 4. Francesco Moser | à 1 min 07 s      |
| 5. Gianbattista Baronchelli | à 1 min 35 s      |
| 6. Wladimiro Panizza | à 2 min 35 s      |
| 7. Alfio Vandi | à 4 min 07 s      |
| 8. Eddy Merckx | à 7 min 40 s      |
| 9. Walter Riccomi | à 8 min 49 s      |
| 10. Juan Pujol | à 8 min 50 s      |
| 120 partants, 86 classés |                   |

## Étapes
| Étape      | Date     | Villes étapes                     | km  | Vainqueur d'étape   | Leader du classement général |
| 1rea étape | 21 mai   | Catania - Catania                 | 64  | Patrick Sercu       | Patrick Sercu                |
| 1reb étape | 21 mai   | Catania – Syracuse                | 78  | Patrick Sercu       | Patrick Sercu                |
| 2e étape   | 22 mai   | Syracuse - Caltanissetta          | 210 | Roger De Vlaeminck  | Roger De Vlaeminck           |
| 3e étape   | 23 mai   | Caltanissetta - Palerme           | 163 | Rik Van Linden      | Patrick Sercu                |
| 4e étape   | 24 mai   | Cefalù - Messine                  | 192 | Francesco Moser     | Roger De Vlaeminck           |
| 5e étape   | 25 mai   | Reggio Calabria - Cosenza         | 220 | Roger De Vlaeminck  | Roger De Vlaeminck           |
| 6e étape   | 26 mai   | Cosenza - Matera                  | 207 | Johan De Muynck     | Roger De Vlaeminck           |
| 7e étape   | 27 mai   | Ostuni - Ostuni                   | 37  | Francesco Moser     | Francesco Moser              |
| 8e étape   | 28 mai   | Selva di Fasano - Lago di Laceno  | 256 | Roger De Vlaeminck  | Felice Gimondi               |
| 9e étape   | 29 mai   | Bagnoli Irpino - Rifugio Aremogna | 204 | Fabrizio Fabbri     | Felice Gimondi               |
| 10e étape  | 30 mai   | Roccaraso - Terni                 | 203 | Patrick Sercu       | Felice Gimondi               |
| 11e étape  | 31 mai   | Terni - Gabicce Mare              | 222 | Antonio Menéndez    | Felice Gimondi               |
| 12e étape  | 1er juin | Gabicce Mare - Porretta Terme     | 215 | Sigfrido Fontanelli | Felice Gimondi               |
| 13e étape  | 2 juin   | Porretta Terme - Il Ciocco        | 146 | Ronny De Witte      | Felice Gimondi               |
| 14e étape  | 3 juin   | Il Ciocco - Varazze               | 227 | Francesco Moser     | Felice Gimondi               |
| 15e étape  | 5 juin   | Varazze - Ozegna                  | 216 | Rik Van Linden      | Felice Gimondi               |
| 16e étape  | 6 juin   | Castellamonte - Arosio            | 258 | Roger De Vlaeminck  | Felice Gimondi               |
| 17e étape  | 7 juin   | Arosio - Vérone                   | 196 | Ercole Gualazzini   | Felice Gimondi               |
| 18e étape  | 8 juin   | Vérone - Longarone                | 174 | Simone Fraccaro     | Felice Gimondi               |
| 19e étape  | 9 juin   | Longarone - Rifugio Gardeccia     | 132 | Andrés Gandarias    | Johan De Muynck              |
| 20e étape  | 10 juin  | Vigo di Fassa - Comano Terme      | 170 | Luciano Conati      | Johan De Muynck              |
| 21e étape  | 11 juin  | Comano Terme - Bergame            | 238 | Felice Gimondi      | Johan De Muynck              |
| 22ea étape | 12 juin  | Arcore - Milan                    | 28  | Joseph Bruyère      | Felice Gimondi               |
| 22eb étape | 12 juin  | Milan - Milan                     | 106 | Daniele Tinchella   | Felice Gimondi               |

## Classements annexes
| Classement par points     | Francesco Moser  | 272 points    |
| Deuxième                  | Eddy Merckx      | 149 points    |
| Troisième                 | Felice Gimondi   | 143 points    |
| Classement de la montagne | Andrés Oliva     | 535 points    |
| Deuxième                  | Andrés Gandarias | 390 points    |
| Troisième                 | Francesco Moser  | 270 points    |
| Classement des jeunes     | Alfio Vandi      | -             |
| Deuxième                  | Juan Pujol       | -             |
| Troisième                 | Ruggero Gialdini | -             |
| Classement par équipes    | Brooklyn         | 11 035 points |
| Deuxième                  | Bianchi          | 7 315 points  |
| Troisième                 | Sanson           | 5 915 points  |

## Liste des coureurs
| Jollyceramica | Bianchi | Brooklyn |
| - 1 Fausto Bertoglio (Ita) 3e - 2 Alessio Antonini (Ita) 55e - 3 Giovanni Battaglin (Ita) ab - 4 Marcello Bergamo (Ita) ab - 5 Alfredo Chinetti (Ita) 56e - 6 Simone Fraccaro (Ita) 33e - 7 Pierino Gavazzi (Ita) 68e - 8 Knut Knudsen (Nor) 57e - 9 Donato Giuliani (Ita) 35e - 10 Sandro Quintarelli (Ita) 75e           | - 11 Felice Gimondi (Ita) 1e - 12 Rik Van Linden (Bel) ab - 13 Luigi Castelletti (Ita) 83e - 14 Giovanni Cavalcanti (Ita) 34e - 15 Fabrizio Fabbri (Ita) 13e - 16 Antoon Houbrechts (Bel) 15e - 17 Sergio Parsani (Ita) ab - 18 Giacinto Santambrogio (Ita) 23e - 19 Willy Singer (All) 58e - 20 Alex Van Linden (Bel) 74e | - 21 Roger De Vlaeminck (Bel) ab - 22 Patrick Sercu (Bel) ab - 23 Giancarlo Bellini (Ita) 11e - 24 Willy De Geest (Bel) 66e - 25 Ronald De Witte (Bel) ab - 26 Ercole Gualazzini (Ita) ab - 27 Ottavio Crepaldi (Ita) ab - 28 Marcello Osler (Ita) 65e - 29 Johan De Muynck (Bel) 2e - 30 Aldo Parecchini (Ita) 73e       |
| Jurzi Vibor | GBC | Kas |
| - 31 Marino Basso (Ita) 84e - 32 Davide Boifava (Ita) 47e - 33 Antonio Colpo (Ita) 86e - 34 Jorgen Marcussen (Dan) 37e - 35 Daniele Mazziero (Ita) ab - 36 Gabriele Mugnaini (Ita) ab - 37 Giuseppe Rodella (Ita) 61e - 38 Tullio Rossi (Ita) 78e - 39 Bruno Vicino (Ita) ab - 40 Italo Zilioli (Ita) 16e                  | - 41 Pietro Algeri (Ita) 85e - 42 Franco Calvi (Ita) ab - 43 Gianni Motta (Ita) ab - 44 Giancarlo Polidori (Ita) 79e - 45 Leone Pizzini (Ita) 39e - 46 Dorino Vanzo (Ita) ab - 47 Bruno Zanoni (Ita) ab - 48 Rocco Gatta (Ita) 70e - 49 Bastiaan Hordijk (Hol) ab - 50 Jan Brinkman (Hol) ab                               | - 51 Francisco Galdos (Esp) 18e - 52 José Antonio González Linares (Esp) ab - 53 Antonio Martos (Esp) 48e - 54 Antonio Menéndez (Esp) ab - 55 José Nazábal (Esp) ab - 56 Juan Manuel Santisteban (Esp) ab - 57 Carlos Ocana (Esp) 32e - 58 Andres Oliva (Esp) 21e - 59 Sebastian Pozo (Esp) 59e - 60 Juan Pujol (Esp) 10e |
| Magniflex | Lolteni | Sanson |
| - 61 Glauco Santoni (Ita) 41e - 62 Giuseppe Perletto (Ita) 20e - 63 Gary Clively (Aus) 44e - 64 Gianni Di Lorenzo (Ita) ab - 65 Ruggero Gialdini (Ita) 24e - 66 Armando Lora (Ita) 31e - 67 Wilmo Francioni (Ita) 43e - 68 Giancarlo Tartoni (Ita) 60e - 69 Daniele Tinchella (Ita) 81e - 70 Alfio Vandi (Ita) 7e          | - 71 Eddy Merckx (Bel) 8e - 72 Joseph Borguet (Bel) 36e - 73 Joseph Bruyère (Bel) 26e - 74 Ludo Delcroix (Bel) 53e - 75 Bernard Draux (Bel) ab - 76 Joseph Deschoenmaecker (Bel) 29e - 77 Edward Janssens (Bel) 27e - 78 Karel Rottiers (Bel) 76e - 79 Cees Bal (Hol) 82e - 80 Frans Van Looy (Bel) 71e                    | - 81 Francesco Moser (Ita) 4e - 82 Claudio Bortolotto (Ita) 22e - 83 Phil Edwards (Gbr) 69e - 84 Sigfrido Fontanelli (Ita) 45e - 85 Renato Marchetti (Ita) 30e - 86 Roberto Poggiali (Ita) 12e - 87 Ole Ritter (Dan) ab - 88 Luciano Rossignoli (Ita) 54e - 89 Mauro Simonetti (Ita) 72e - 90 Roberto Sorlini (Ita) 62e   |
| Scic | Teka | Zonca |
| - 91 Gianbattista Baronchelli (Ita) 5e - 92 Gaetano Baronchelli (Ita) ab - 93 Attilio Rota (Ita) 46e - 94 Luciano Conati (Ita) ab - 95 Arnaldo Caverzasi (Ita) 19e - 96 José Grande (Esp) 67e - 97 Miguel María Lasa (Esp) 28e - 98 Wladimiro Panizza (Ita) 6e - 99 Enrico Paolini (Ita) 64e - 100 Walter Riccomi (Ita) 9e | - 101 Joaquim Agostinho (Por) ab - 102 Gonzalo Aja (Esp) ab - 103 Fernando Mendes (Por) 17e - 104 Alejandro Menendez (Esp) ab - 105 Andres Gandarias (Esp) 52e - 106 Ventura Díaz (Esp) 38e - 107 Julián Andiano (Esp) 14e - 108 Antonio Prieto (Esp) 42e - 109 Manuel Esparza (Esp) 49e - 110 Jesús López Carril (Esp) ab | - 111 Franco Bitossi (Ita) ab - 112 Alberto Caiumi (Ita) 80e - 113 Enrico Guadrini (Ita) 25e - 114 Renato Laghi (Ita) ab - 115 Adriano Pella (Ita) 51e - 116 Pasquale Pugliese (Ita) 40e - 117 Roland Salm (Sui) ab - 118 Piero Spinelli (Ita) 77e - 119 Ueli Sutter (Sui) 50e - 120 Luigi Venturato (Ita) 63e            |

## Sources
- (nl) Cet article est partiellement ou en totalité issu de l’article de Wikipédia en néerlandais intitulé « Ronde van Italië 1976 » (voir la liste des auteurs).